# MSCI
MSCI (anciennement Morgan Stanley Capital International) est une entreprise de services financiers, publiant notamment les indices boursiers, MSCI World, MSCI EAFE et MSCI Emerging Markets.

## Histoire
MSCI est issue d'une scission de Morgan Stanley en 2007. En 2010, MSCI acquiert Institutional Shareholder Services (ISS). En mars 2014, MSCI vend sa filiale Institutional Shareholder Services (ISS) pour 364 millions de dollars au fond Vestar Capital Partners, à la suite de critiques sur de potentiels conflits d'intérêts entre MSCI et ISS.